# Bessie Blount Griffin
Bessie Virginia Blount, còn được gọi là Bessie Blount Griffin, (24 tháng 11 năm 1914 – 30 tháng 12 năm 2009) là một Nhà văn, nhà vật lý trị liệu, Nhà phát minh và nhà khoa học pháp y.

## Tiểu sử
Bessie Blount Griffin sinh ngày 24 tháng 11 năm 1914. Bà sinh ra tại Hickory, Virginia thuộc quận Princess Anne (nay là thành phố Chesapeake). Cha bà là George Woodward và mẹ là Mary Elizabeth Griffin.
Bất chấp tuổi tác khác biệt, cả hai mẹ con bà cùng học tại một lớp học trong cùng trường tiểu học Diggs Chapel. Ngôi trường này rất có ý nghĩa cho cả cộng đồng: nó được thành lập vào cuối thời kỳ Nội chiến Hoa Kỳ nhằm giáo dục miễn phí cho trẻ em người Mỹ gốc Phi, cựu nô lệ và người Mỹ bản địa.
Chính ngôi trường với duy nhất một lớp học đó đã nuôi dưỡng khát vọng khoa học cho nữ sinh Blount. Blount là người thuận tay trái bẩm sinh, và bà nhớ lại trong nhiều cuộc phỏng vấn với cánh nhà báo rằng làm thế nào mà cô giáo Carrie Nimmo đã đánh vào khuỷu tay lúc Blount viết bằng tay trái. Nhưng cô giáo sau đó đã kinh ngạc khi Blount tự rèn luyện để viết tốt bằng cả hai tay, viết bằng chân và thậm chí dùng hàm răng để viết.
Học xong lớp 6, Blount đã tự mình học hỏi thêm. Thời kỳ đó ở Hickory, Virginia không có ngôi trường nào dạy chương trình giáo dục trung học cho trẻ em người Mỹ gốc Phi. Cuối cùng, Blount cũng được nhận vào học ở trường Cao đẳng Union Junior (Cranford, New Jersey) và đào tạo nghề y tá tại Bệnh viện cộng đồng tưởng niệm Kennedy ở Newark, New Jersey, là bệnh viện duy nhất ở New Jersey do người Mỹ gốc Phi tự làm chủ và điều hành.
Tiếp đó, Blount đã theo học sau đại học ở trường Cao đẳng vệ sinh và giáo dục thể chất Panzer (ngày nay là một phần của trường Đại học công lập Montclair (New Jersey). Cuối cùng Blount nhận được giấy phép hành nghề Vật lý trị liệu và làm việc tại Bệnh viện Bronx (Thành phố New York) vào khoảng năm 1943.
Blount qua đời ở tuổi 95 vào ngày 30 tháng 12 năm 2009, tại nhà ở Newfield, New Jersey.

## Sự nghiệp

### Vật lý trị liệu
Năm 1941 lúc Blount đang theo đuổi sự nghiệp giáo dục y khoa thì Hoa Kỳ chính thức bước vào Chiến tranh thế giới thứ hai. Blount trở thành một tình nguyện viên của tổ chức Gray Ladies (Hội Chữ thập đỏ) tại Căn cứ 81, nơi chuyên phục vụ cho quân nhân và các cựu chiến binh tại New York và khu vực phía Bắc tiểu bang New Jersey. Được đặt tên dựa theo màu sắc của quân phục, Gray Ladies nghĩa là một nhóm các tình nguyện viên phi y khoa chuyên cung cấp các dịch vụ bệnh viện cho các quân y viện. Nhưng thực tế thì phần lớn công việc của Gray Ladies là quản lý cơ sở, chăm sóc tâm thần và các liệu pháp nghề nghiệp. Nhờ làm việc cho Gray Ladies mà Blount có cơ hội để tiếp xúc với hàng trăm binh sĩ bị thương tại các bệnh viện có số đông thương bệnh binh đang được điều trị.
Việc bị cắt cụt chi trên khiến cho nhiều thương binh không thể viết bằng tay. Vì thế y tá Blount đã nghĩ ra cách giúp thương binh nghĩ ra cách khác để viết (như bà đã viết từ hồi còn học ở trường) bằng chân và răng của họ. Một số thương binh còn học cách để "đọc" chữ Braille bằng chân. Những khi rỗi rãi, Blount thường thích thú làm việc với các họa sĩ và nhiếp ảnh gia, quan tâm tới các bức vẽ phác thảo y khoa và các bức ảnh chụp cơ thể người. Thông qua làm việc với các họa sĩ, Blount cũng tự mình học cách vẽ.

### Nhà phát minh
Cảm hứng cho ra đời thiết bị trợ giúp ăn uống đã tình cờ đến với Blount khi một bác sĩ tại bệnh viện Bronx nói với bà rằng quân đội đang cố gắng để tạo ra một thiết bị như vậy nhưng đã thất bại. Ông bác sĩ cũng nói rằng nếu Blount thật sự muốn giúp các thương bệnh binh thì bà nên hình dung ra cách để giúp họ dễ dàng tự ăn uống hơn. Mất 5 năm, nhà phát minh Blount mới biến ý tưởng thành sự thật. Biến cái bếp thành nhà xưởng, Blount mất 10 tháng ròng để thiết kế ra một thiết bị dành cho những thương binh đã bị cắt cụt chi trên hoặc bị tê liệt. Kế đó, bà mất thêm 4 năm với không biết bao lần thất bại cũng như tốn kém 3.000 USD tiền túi để chế tạo ra thiết bị. Chuyện kể rằng sau mỗi lần chế thiết bị, Blount lại đưa cho các thương binh tự thử nghiệm và sau đó tự tinh chỉnh để làm cho nó thật hoàn hảo.
Tuy nhiên khi trình bày nguyên mẫu hoàn thành của thiết bị cho Bộ Cựu chiến binh Hoa Kỳ, Blount đã bất ngờ khi bị họ từ chối. Suốt 3 năm ròng, nhà phát minh Blount đã cố gắng thuyết phục Bộ Cựu chiến binh Hoa Kỳ, thế rồi bà nhận được lá thư của Paul B. Magnuson, Tổng giám đốc điều hành của Bộ Cựu chiến binh Hoa Kỳ cho rằng thiết bị là không cần thiết và phi thực tế.
Dù Hoa Kỳ không mặn mà với thiết bị cho ăn tự động, nhưng Nhà phát minh Bessie Blount đã thành công khi tìm được một công ty Canada chịu chi tiền để sản xuất ra thiết bị. Cuối cùng, thiết bị của bà cũng được quân đội Pháp sử dụng. Bà xuất hiện trên chương trình truyền hình WCAU Philadelphia The Big Idea. Blount là phụ nữ Mỹ gốc Phi đầu tiên xuất hiện trong chương trình. Bà tặng quyền những phát minh của mình cho những người ủng hộ chính phủ Pháp. Trong chương trình, bà tuyên bố: "Một phụ nữ da đen có thể phát minh ra thứ gì đó vì lợi ích của con người."
Ngoài chế tạo thiết bị cho ăn tự động, nhà phát minh Blount còn chế ra hộp hỗ trợ đựng thức ăn không tự động, thiết bị được gắn vào cổ các thương binh và có thể giữ một cái đĩa hay tách đựng đồ ăn. Năm 1948, thiết bị của Blount đã chính thức được đưa vào sử dụng. Vào tháng 4 năm 1951, Blount được cấp bằng sáng chế số 2.550.554.
Trong sự nghiệp của mình, Blount còn vật lý trị liệu cho con trai của Thomas Edison, Theodore Miller Edison. Blount và Edison trở thành bạn thân. Trong thời gian bà ở nhà của Edison, bà đã phát minh ra lưu vực giả. Chiếc bồn là một mô hình các tông dùng một lần làm từ bột mì, nước và một tờ báo được nướng cho đến khi vật liệu cứng. Một lần nữa, Hoa Kỳ tỏ ra không quan tâm đến phát minh của Blount. Blount đã bán bản quyền cho phát minh của mình cho một công ty ở Bỉ.

### Khoa học pháp y
Khi bắt đầu dạy các kỹ năng viết cho cựu binh và những người khuyết tật khác, Blount bắt đầu quan tâm tới cách làm thế nào mà chữ viết có thể phản ánh rõ nét sự thay đổi sức khỏe của con người.
Năm 1968, Blount công bố trên một tờ báo kỹ thuật về những quan sát của mình mang tựa đề là "Bút tướng pháp y khoa" đánh dấu sự chuyển dịch nghề nghiệp mới của bà và đã thành công xuất sắc. Sau khi công bố công trình nghiên cứu của mình, Blount bắt đầu tư vấn cho Sở cảnh sát Vineland (New Jersey) nơi đây bà dùng khả năng quan sát của mình trên các bức thư và hồ sơ y tế để giảo nghiệm các tài liệu viết tay nhằm phát hiện các trường hợp giả mạo.
Năm 1972, Blount đã trở thành chuyên viên xét nghiệm tài liệu của Sở cảnh sát Portsmouth; năm 1976, bà làm việc cho Cục Điều tra Liên bang.
Năm 1977, Pháp y Metropolitan mời Blount tham gia cùng họ tại London để nghiên cứu nâng cao về đồ họa.
Quay trở lại quê nhà Hickory, Virginia, bà Blount đã được mời làm việc tại nhiều sở cảnh sát trong vai trò của một chuyên gia tư vấn chữ viết và các tổ chức thừa hành luật pháp như Hiệp hội khoa học pháp y quốc tế (Forensic Science International) và Tổ chức các giám đốc thừa hành luật pháp người da màu quốc gia Mỹ (NOBLEE). Blount bắt đầu công việc kinh doanh của riêng mình, sử dụng kinh nghiệm pháp y của mình để kiểm tra các chữ viết tay cho các viện bảo tàng và sử gia bằng cách đọc, dịch và xác định tính xác thực của các tài liệu lịch sử bao gồm các hiệp ước người da đỏ cùng những bài viết liên quan đến buôn bán nô lệ từ thời Nội chiến Hoa Kỳ. Blount điều hành doanh nghiệp này cho đến khi 83 tuổi.